# Alfred Hershey
Alfred Day Hershey (Owosso, 4 dicembre 1908 – Syosset, 22 maggio 1997) è stato un genetista statunitense, premio Nobel per la medicina nel 1969, insieme a Salvador Luria e Max Delbrück, per la scoperta della replicazione dei virus e della loro struttura genica.
Hershey e la sua assistente Martha Chase nel 1952 al Cold Spring Harbor Laboratory,  dimostrarono usando traccianti radioattivi, che il materiale genetico di alcuni batteriofagi (virus che infettano i batteri) è Dna ed è responsabile delle capacità infettive. L'esperimento di Hershey-Chase prova definitivamente che il materiale genetico è costituito da DNA e non da proteine.

## Biografia
Nacque a Owosso in Michigan, ricevette il suo B.S. in chimica al Michigan State University nel 1930 e il suo Ph.D in biologia nel 1934, poco dopo cominciò la sua carriera da biologo nel Dipartimento di batteriologia nell'Università Washington a Saint Louis. Hershey aveva un figlio, Peter Manning Hershey (1956-1999) avuto con sua moglie Harriet (1918-2000). La famiglia era attiva nella società di Cold Spring Harbor Laboratories ed era cristiana. 

### Attività
Iniziò a fare esperimenti sui batteriofagi con l'italo-americano Salvador Luria e il tedesco Max Delbrück nel 1940, osservò che quando due differenti tipi di batteriofagi infettano lo stesso batterio, i due virus possono scambiare informazioni genetiche.
Si trasferì con la codirettrice Martha Chase a Cold Spring Harbor, New York, nel 1950 per partecipare al Carnegie Institution del dipartimento di genetica di Washington, dove realizzò i famosi esperimenti di Hershey-Chase ne 1952. Questo esperimento ha provveduto a evidenziare che il materiale genetico è contenuto nel DNA e non nelle proteine.

### Cariche e onorificenze
Divenne direttore del Carnegie Institution nel 1962 e fu premiato con il premio Nobel in medicina nel 1969, condiviso con Salvador Luria e Max Delbrück  per le scoperte nella replicazione dei virus e sulla loro struttura genetica.